# 5595 Roth
5595 Roth (1991 PJ) là một tiểu hành tinh vành đai chính được phát hiện ngày 5 tháng 8 năm 1991 bởi H. E. Holt ở Palomar.